# ハラール・セーヴェルー
ハラール・シグール・ヨハン・セーヴェルー（Harald Sigurd Johan Sæverud, 1897年4月17日 – 1992年3月27日）は、ノルウェーの作曲家。指揮者としてしばしばベルゲン・フィルハーモニー管弦楽団に客演し、自作を上演した。9つの交響曲や大量のピアノ曲を残している。

## 生涯

### 生い立ちと初期
ベルゲン出身。基礎教育をベルゲン・グリーグ音楽院で修め、ライプツィヒに学んだ作曲家ボルクヒルト・ホルムセンらに師事した。この間にいくつかの大規模な《交響的幻想曲》に着手するが、これらはその後《交響曲 第1番》へと発展した。そのうち《幻想曲 第1番》は1919年に完成し、翌1920年にクリスチャニア（現オスロ）で上演された。破格の才能が発揮されたこの作品によって奨学金を受け、ベルリン高等音楽学校で2年間フリードリヒ・コッホに師事することができた。ベルリン時代に交響曲第1番の終楽章となる部分を完成させ、この新作部分は、友人ルドヴィク・モヴィンケルの指揮により、ベルリン・フィルハーモニー管弦楽団によって初演されている。批評はセーヴェルーの交響曲にいたって好意的で、この結果セーヴェルーは交響曲や管弦楽曲への興味をさらに伸ばすことができた。
1922年にベルゲンに帰郷し、若干の例外はあるものの、生涯この地を離れなかった。最初期の作品は後期ロマン派様式に彩られていたが、後に個人様式を発展させ、ハイドンやモーツァルトに啓発された古典的な音楽形式に依拠するようになった。しかしセーヴェルーの「新古典主義音楽」は、不協和で表情激越な表現主義音楽にしばしば近い。

### ベルゲン時代
米国生まれのマリー・フフォスレーヴと1930年代に結婚し、ベルゲンの町外れに大きな新居を構えて1939年に家族でそこに移った。今やセーヴェルーは自然に親しむようになり、そこから作品に影響と霊感を受けるようになり、より国民楽派的で「より若々しい」作風へと切り替わった。1940年にナチス・ドイツがノルウェーを侵寇する。この頃からセーヴェルーの作品は、占領軍に対する武器と化した。当時の主要な作品に、一連の戦争交響曲（《交響曲 第5番<幻想曲風に> Quasi una fantasia 》《交響曲 第6番<哀しみの交響曲> Sinfonia Dolorosa 》《交響曲 第7番<詩篇交響曲> Psalm 》）が挙げられる。またこの時期には、ナチスへの直接的な抵抗音楽《蜂起のバラード Kjempeviseslåtten 》（ピアノ版と管弦楽版の2種あり）も成立している。
これらの激しい作品とは対照的に、ノルウェーの景観や民謡に触発されて、多数のピアノのための抒情的小品も手がけているが、民謡そのものを借用することはしなかった。 

### 戦後
第二次世界大戦後、セーヴェルーはノルウェー楽壇の長老として認められ、たくさんの作品が支持されるようになった。後期作品でとりわけ特筆すべきは、イプセンの戯曲『ペール・ギュント』への劇付随音楽（1948年）や、《交響曲 第8番<ミネソタ> Minnesota 》（1958年）、《交響曲 第9番》（1966年）、バレエ音楽《青ひげ伯爵の悪夢》、ピアノ協奏曲、ヴァイオリン協奏曲、ファゴット協奏曲であろう。長い一生の終わりの20年間に、セーヴェルーはにわかに室内楽に興味を抱き、とりわけ3つの弦楽四重奏曲や2つの木管五重奏曲のような室内楽曲を手懸けた。
1992年に逝去すると、ベルゲンのグリーグ・ホールで葬儀が行われ、その模様はノルウェー国営放送によってテレビで放映された。

## 評価
ハラール・セーヴェルーは、ユーモラスでユニークな発言で知られていたが、一方で母親から憂鬱な一面を引き継いでいると自覚していた。「私の作品は恐ろしく物悲しい。ひどく物悲しいのです」と自ら語っている。作品も独特であり、指揮者ジョン・バルビローリは、「セーヴェルーの作品が好きであろうとなかろうと、それを作曲したのが誰なのかは疑問の余地がないし、このような作曲家はこんにち滅多にいるものではない」と語っている。

## 栄誉・褒章
セーヴェルーは、ノルウェー楽壇ならびにヨーロッパ楽壇における立場から、数々の栄誉を手にした。1955年から亡くなるまでノルウェー政府より芸術家年金を給付され、1957年にはベルゲン音楽協会「ハルモニーエン」の名誉会員に選ばれ、記念の金メダルを授与されている。また同年には、ノルウェー王室聖オーラヴ勲章を授与され騎士の称号を得ており、それから20年後には司令官の称号を与えられた。1979年にノルウェー文化委員会名誉賞を授与されている。またスウェーデン、フィンランド、ユーゴスラヴィア、イギリスからも授賞されている。

## 文献
- Jozef Robijns, Miep Zijlstra: Algemene muziekencyclopedie, Haarlem: De Haan, (1979)-1984, ISBN 978-90-228-4930-9
- Harald Herresthal: Norwegische Musik von den Anfängen bis zur Gegenwart, 2. Ausgabe, Oslo: Norsk Musikforlag, 1987, 120 p., ISBN 978-82-7093-064-7
- Bjeirn Li: Harald Sæverud, Oslo: Aventura 1986. 132 S.
- Else Fiskerstrand: Harald Sæverud's klaververker. Om form, tonalitet, melodier og harmonier, Norsk Musikktidsskrift. 20 (1983), S. 23-27 u. 29-42.
- Else Fiskerstrand: Harald Saeverud's "Revebjolle", Norsk Musikktidsskrift. 19 (1982), S. 92-98.
- Øistein Sommerfeldt: Harald Sæverud, Musikrevy. 36 (1981), S. 77-79.
- Nils Grinde: Contemporary Norwegian music 1920-1980, Oslo: Universitetsforlaget, 1981
- Nils Grinde: Norsk Musikkhistorie : Hovedlinjer i norsk musikkliv gjennom 1000 ar, Oslo: Universitetsforlaget, 1981, 417 p.
- Bjarne Kortsen: Contemporary Norwegian music - A bibliography and discography, Bergen: Kortsen, Bjarne, 1980
- Bjarne Kortsen: Contemporary Norwegian piano music, Bergen, Norway: Bjarne Kortsen, 1976
- Kjell Baekkelund: Norske komponister, Tiden Norsk Forlag, 1977
- Contemporary Norwegian orchestral and chamber music : supplement I, September 1972 by The Society of Norwegian Composers Oslo: [1972]
- Gösta Morin, Carl-Allan Moberg, Einar Sundström: Sohlmans musiklexikon - 2. rev. och utvidgade uppl., Stockholm: Sohlman Förlag, 1975-1979, 5 v.
- Stewart Gordon: A History of Keyboard Literature. Music for the Piano and its Forerunners, New York: Schirmer Books, 1996, 566 p., ISBN 978-0-534-25197-0
- Brian Morton, Pamela Collins: Contemporary composers, Chicago: St. James Press, 1992, 1019 p., ISBN 1-55862-085-0
- David M. Cummings, Dennis K. McIntire: International who's who in music and musician's directory - (in the classical and light classical fields), Twelfth edition 1990/91, Cambridge, England: International Who's Who in Music, 1991. 1096 p., ISBN 0-948875-20-8
- John H. Yoell: The nordic sound : explorations into the music of Denmark, Norway, Sweden, Boston: Crescendo Publishing Co., (1974), viii, 264 p.
- Paul Frank, Burchard Bulling, Florian Noetzel, Helmut Rosner: Kurzgefasstes Tonkünstler Lexikon - Zweiter Teil: Ergänzungen und Erweiterungen seit 1937, 15. Aufl., Wilhelmshaven: Heinrichshofen, Band 1: A-K. 1974. ISBN 3-7959-0083-2; Band 2: L-Z. 1976. ISBN 3-7959-0087-5